# 哈氏圓刺魨
哈氏圓刺魨為輻鰭魚綱魨形目四齒魨亞目二齒魨科的其中一種，為熱帶海水魚，分布於西太平洋新幾內亞南部及澳洲北部海域，棲息深度可達100公尺，體長可達25公分，棲息在沙泥底質海域，以有硬殼的軟體動物為食，生活習性不明，具有毒性。